# تادئوش بوی-ژلینسکی
تادئوش کامیل مارتسیان ژِلِـینسکی (لهستانی: Tadeusz Kamil Marcjan Żeleński؛ ‏ ۲۱ دسامبر ۱۸۷۴ – ۴ ژوئیهٔ ۱۹۴۱) با تخلص تادئوش بوی-ژِلِـینسکی (لهستانی: Tadeusz Boy-Żeleński) زبان‌شناس، شاعر، مترجم، روزنامه‌نگار، نویسنده، استاد دانشگاه و منتقد ادبی اهل لهستان بود.
او که در اصل پزشک متخصص کودکان و زنان بود، بیش از ۱۰۰ اثر ادبی فرانسه را به زبان لهستانی کرد. بوی-ژلینسکی از حوالی سال ۱۸۹۰ تا ۱۹۱۸ شخصیتی برجسته در «جنبش لهستان جوان» و بعدها فرزند ناخلف صحنه ادبی لهستان در نیمه اول قرن بیستم بود. او طی عملیات بارباروسا در ژوئیه ۱۹۴۱، توسط نیروهای آلمانی در جریان آنچه به «قتل‌عام استادان لووف» معروف شد، به قتل رسید.
او یکی از نخستین چهره‌های سرشناس لهستان بود که از حق زنان برای سقط جنین آگاهانه و قانونی حمایت کرد و اصولاً دیدگاه ضد دینی داشت.
وی همچنین برندهٔ جوایزی همچون نشان نخل آکادمیک (افسر)، شوالیهٔ لژیون دونور و نشان افتخار تولد لهستان (افسر) شده است.